# Pâris
Pour les articles homonymes, voir Paris (homonymie) et Alexandre.
Dans la mythologie grecque, Pâris (prononcé [paʁis] ; en grec ancien Πάρις / Páris) ou Alexandre (en grec ancien Ἀλέξανδρος / Aléxandros) est un prince troyen, fils cadet du roi Priam et d'Hécube, il est le frère d'Hector, de Déiphobe, de Polyxène et de Cassandre.
Hécube, enceinte de Cassandre, prédit que le futur prince qu'elle porte causera la perte de Troie. Effrayé, Priam ordonne que l'enfant soit assassiné : Pâris est ainsi abandonné sur le mont Ida, où toutefois il se trouve recueilli par un berger du nom d'Agélaos. Devenu adulte, il se fait reconnaître comme prince troyen, fils de Priam. Alors qu'il garde ses troupeaux de moutons, il voit apparaître devant lui Aphrodite, Athéna et Héra, qui lui demandent de choisir à qui doit être remise la « pomme de discorde », destinée « à la plus belle des déesses de l'Olympe » : c'est le jugement de Pâris. Pâris opte pour Aphrodite, qui lui promet l'amour de la plus belle femme du monde. Il enlève donc Hélène, femme de Ménélas ; ce qui déclenche la guerre de Troie. Vaincu par Ménélas en combat singulier, il ne doit son salut qu'à l'intervention d'Aphrodite. Guidé par Apollon, il tue Achille d'une de ses flèches, avant de mourir de celles de Philoctète. Il a pour première épouse Œnone, qu'il abandonnera pour Hélène.

## Mythe

### Naissance et jeunesse

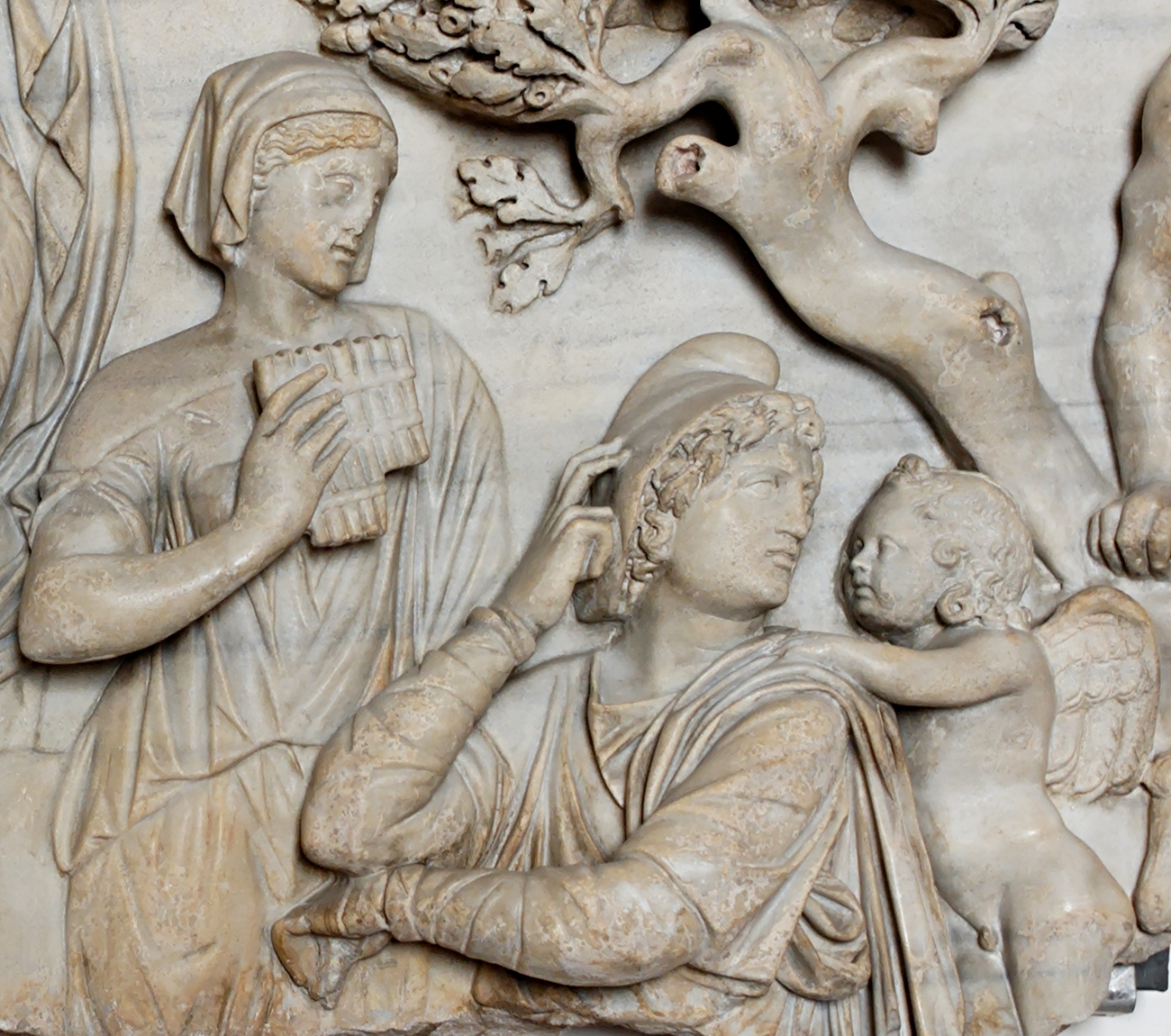
Pâris et Œnone, détail d'un sarcophage romain de l'époque d'Hadrien, palais Altemps.

Homère ne mentionne rien de particulier sur la naissance de Pâris. Le thème selon lequel le destin fatal de Pâris est prédit à Priam et Hécube apparaît pour la première fois chez Pindare : pendant sa grossesse, Hécube a une vision où elle donne naissance à un monstre à cent bras, crachant le feu et qui détruit la ville de Troie. Selon une autre version, la reine rêve qu'elle donne naissance à un brandon enflammé qui met le feu à la ville ; des devins annoncent que l'enfant doit être mis à mort. Pâris est alors exposé sur le mont Ida de Troade mais il est trouvé et recueilli par un berger.
On retrouve le même canevas dans le prologue des tragédies Alexandre de Sophocle et Euripide, lesquelles traitent toutes deux du retour du jeune homme dans sa ville d'origine. On n'en possède plus que des fragments mais le mythographe romain Hygin s'en inspire pour l'une de ses Fables : Hécube rêve qu'elle met au monde une torche enflammée dont s'échappent des serpents. Des devins annoncent que l'enfant devra être mis à mort dès sa naissance. Priam confie le bébé, nommé Pâris, à des serviteurs qui, pris de pitié, l'abandonnent sur le mont Ida. Là, des bergers le recueillent et le nomment Alexandre (en grec ancien Ἀλέξανδρος / Aléxandros). Devenu adulte, celui-ci voit le meilleur de ses taureaux emmené par des serviteurs du roi qui le destinent à être le prix du vainqueur dans des jeux expiatoires en l'honneur d'Alexandre : son père Priam a érigé un cénotaphe à son nom. Il le croit mort car il a commandé son assassinat. Ces jeux sont l’occasion de rassembler de grands personnages : Nestor, Cycnos, fils de Poséidon, Télèphe, fils d'Héraclès, Sarpédon, fils de Zeus. Déterminé à recouvrer son bien, Pâris participe aux jeux qu'il remporte brillamment, vainquant au passage ses frères, Déiphobe, Hélénos ou Polites. Déiphobe, furieux d'avoir été battu par un berger, veut le mettre à mort. Pâris s'enfuit jusqu'à l'autel de Zeus où Cassandre, sa sœur, révèle sa naissance.

### Le jugement du mont Ida
Le premier récit du jugement de Pâris se trouve dans les Chants cypriens, une épopée perdue du Cycle troyen dont les événements prennent place avant ceux de l’Iliade. Aux noces de Pélée et Thétis sur l'Olympe, tous les dieux sont invités excepté Éris, déesse de la Discorde. Pour se venger, elle leur jette une pomme d'or avec la mention : « Pour la plus belle » — c'est la « pomme d'or de la discorde ». Trois déesses revendiquent alors le fruit, Héra, Athéna et Aphrodite. Afin de mettre un terme à la dispute, Zeus ordonne à Hermès d'emmener les déesses sur le mont Ida, à charge pour Pâris de désigner la gagnante. Le jeune homme accorde finalement le prix à Aphrodite, qui lui a promis l'amour d'Hélène. Ce premier récit, dont seul un résumé nous est parvenu grâce à la Chrestomathie de Proclos de Constantinople, ne précise pas si Athéna et Héra offrent elles aussi quelque chose au jeune homme. Des ouvrages plus tardifs, dont la Bibliothèque d'Apollodore, font état de telles promesses (Athéna offre la victoire à la guerre et Héra, la souveraineté sur tous les hommes). Il ne précise pas non plus si l'épisode se passe avant ou après sa reconnaissance par Priam. Le fait que Pâris soit occupé à garder les troupeaux quand arrivent Hermès et les déesses n'est pas une indication, puisque l’Iliade présente Énée gardant lui aussi les moutons sur le mont Ida.
Représentations artistiques antiques et modernes :

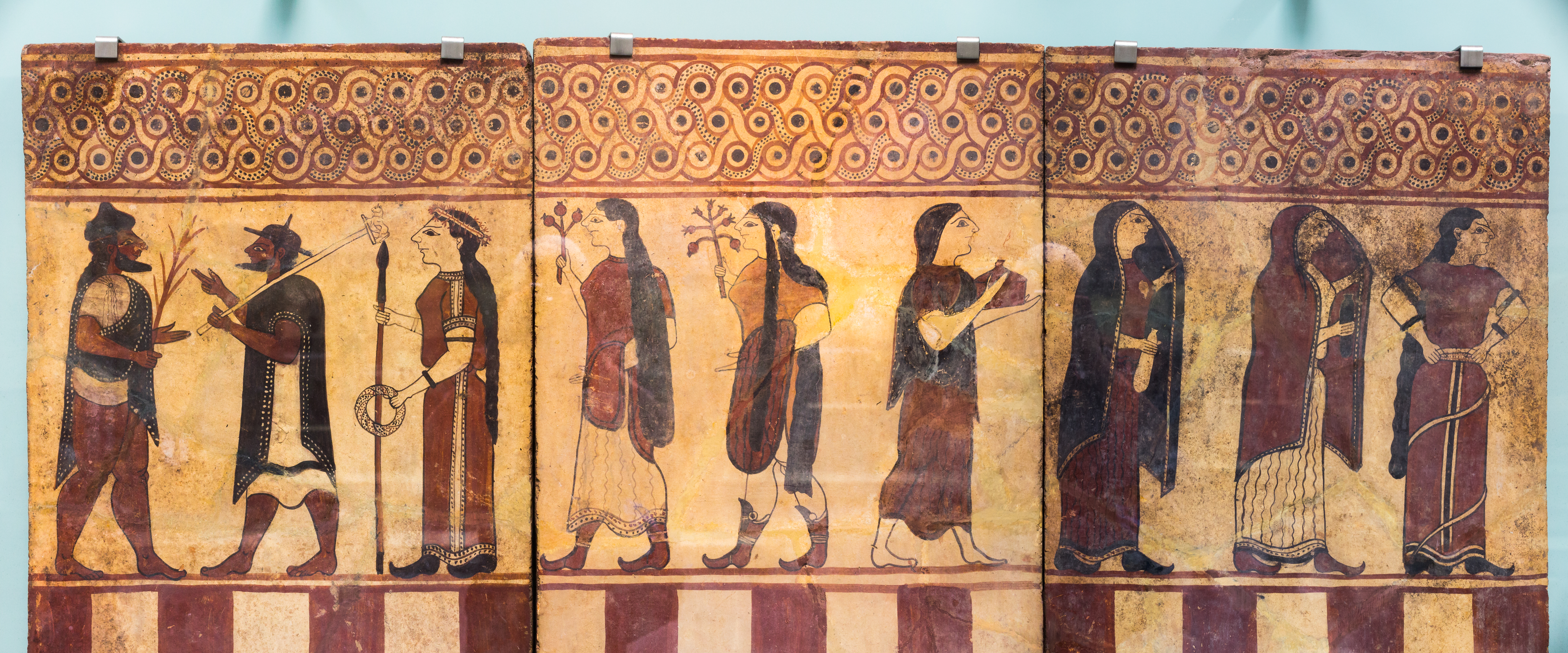
Pâris reçoit Hermès qui dirige Athéna, Héra et Aphrodite. Peinture sur panneaux de terre cuite, 560-550 av. J.-C.
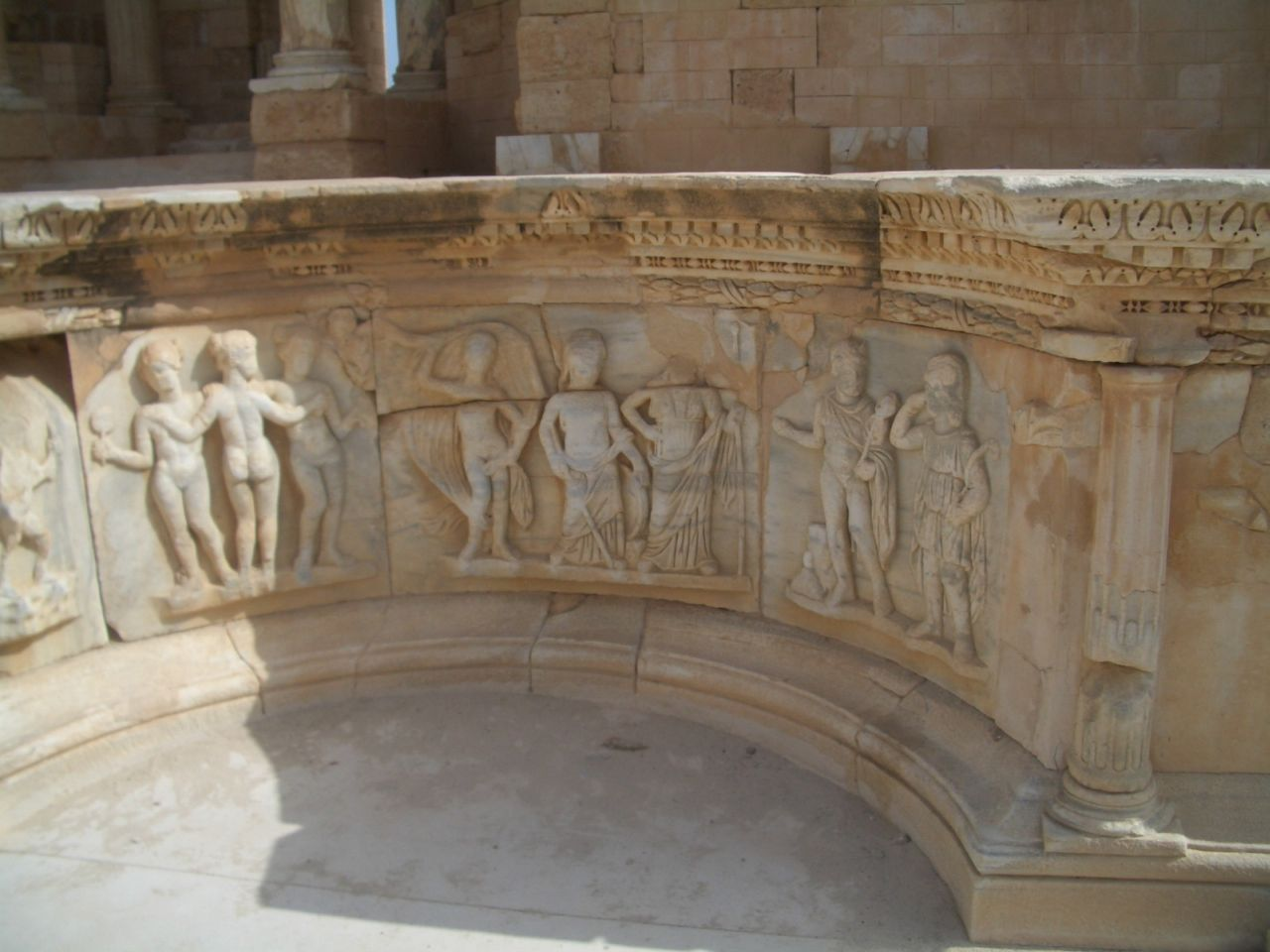
Bas-relief du jugement de Pâris, théâtre antique de Sabratha, Libye
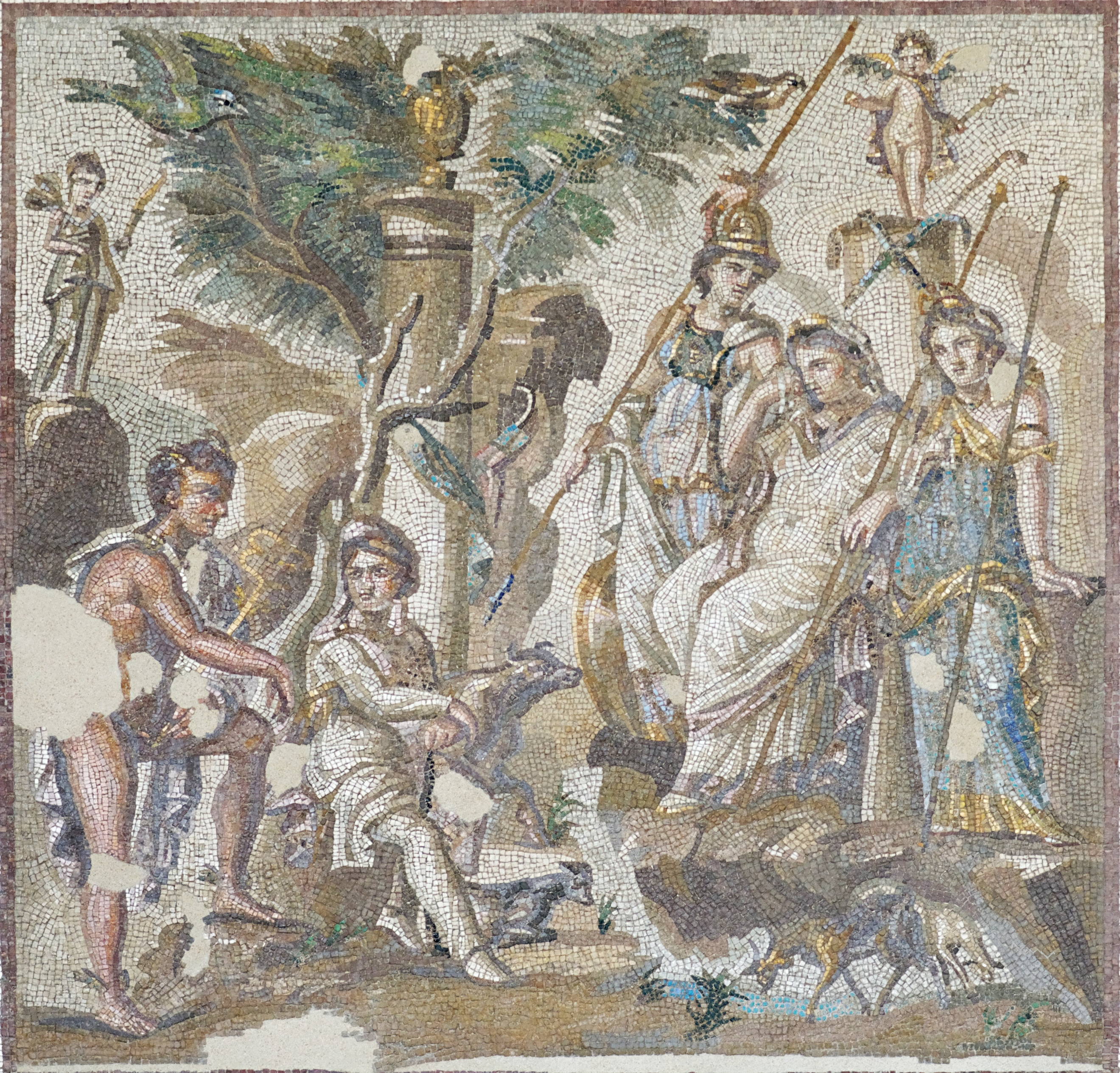
Jugement du mont Ida, mosaïque de sol, v. 110-150, villa de l'Atrium, Antioche
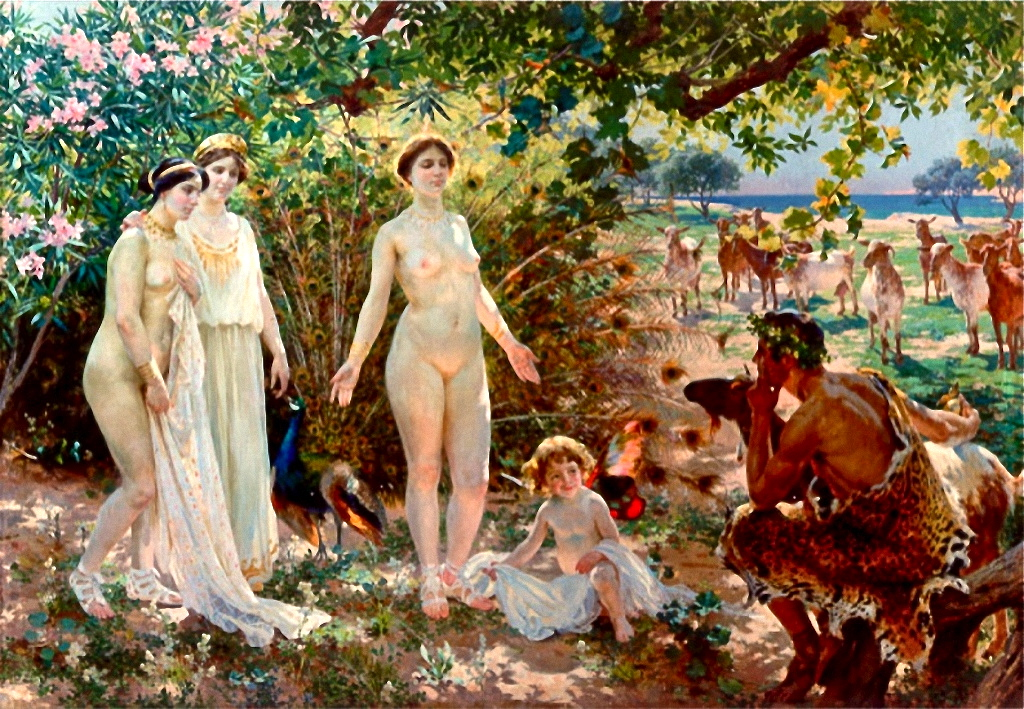
Jugement de Pâris (1904) Enrique Simonet

Homère ne fait allusion au jugement de Pâris que de manière indirecte :

« …Héra et la Vierge aux yeux pers.
Ceux-là gardaient toute leur haine à la sainte Ilion,
À Priam et aux siens, depuis que Pâris aveuglé
Leur avait fait injure, en osant, dans sa bergerie,
Opter pour celle qui lui offrit l'amère luxure. »

Les deux derniers vers sont athétisés (refusés comme inauthentiques) par Aristarque de Samothrace, au motif qu'Homère parlerait bien davantage du Jugement s'il connaissait l'histoire. Lucien de Samosate a parodié le sujet dans Le jugement des déesses.

### La guerre de Troie

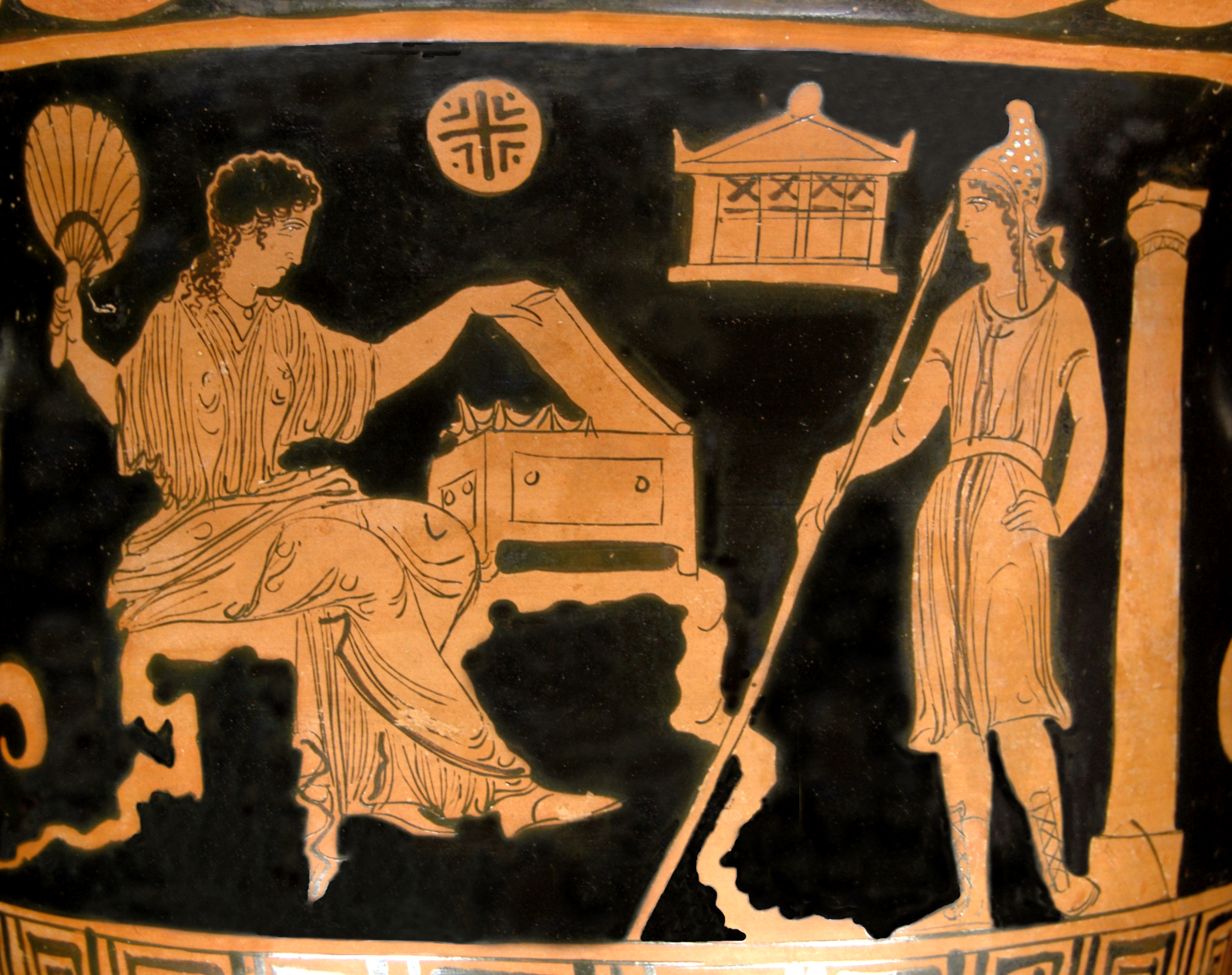
Hélène et Pâris, reconnaissable à son bonnet phrygien et à ses bottines, cratère en cloche du peintre de Stockholm 1999 (?),, musée du Louvre.

Pâris part dans une ambassade en Grèce, malgré les avertissements de Cassandre. Le prétexte est de prendre des nouvelles d'Hésione, sœur de Priam donnée en mariage à Télamon, roi de Salamine, mais en réalité, Pâris vient chercher son dû, promis par Aphrodite. Arrivé à Sparte, il est reçu par Ménélas. Profitant d'un bref voyage du roi spartiate en Crète, il séduit et enlève Hélène, sa femme. Selon les auteurs, Hélène est enlevée de bon gré ou non. Le Troyen n'oublie pas de faire main basse également sur une partie des richesses de son hôte, le tout étant emporté à Troie. Pour venger cet affront, Ménélas demande l'appui de tous les Grecs au nom du Serment de Tyndare, ce qui provoque la guerre de Troie. Les dieux et les déesses de l'Olympe prennent chacun le parti d'un des protagonistes de ce conflit : Aphrodite est l'alliée des Troyens (elle est la mère de l'un d'entre eux, Énée), tandis qu'Athéna et Héra, auxquelles Pâris a préféré Aphrodite, sont évidemment du côté des Grecs. Dans l’Iliade, il y est décrit de manière peu flatteuse comme un homme à femmes avec peu de courage.

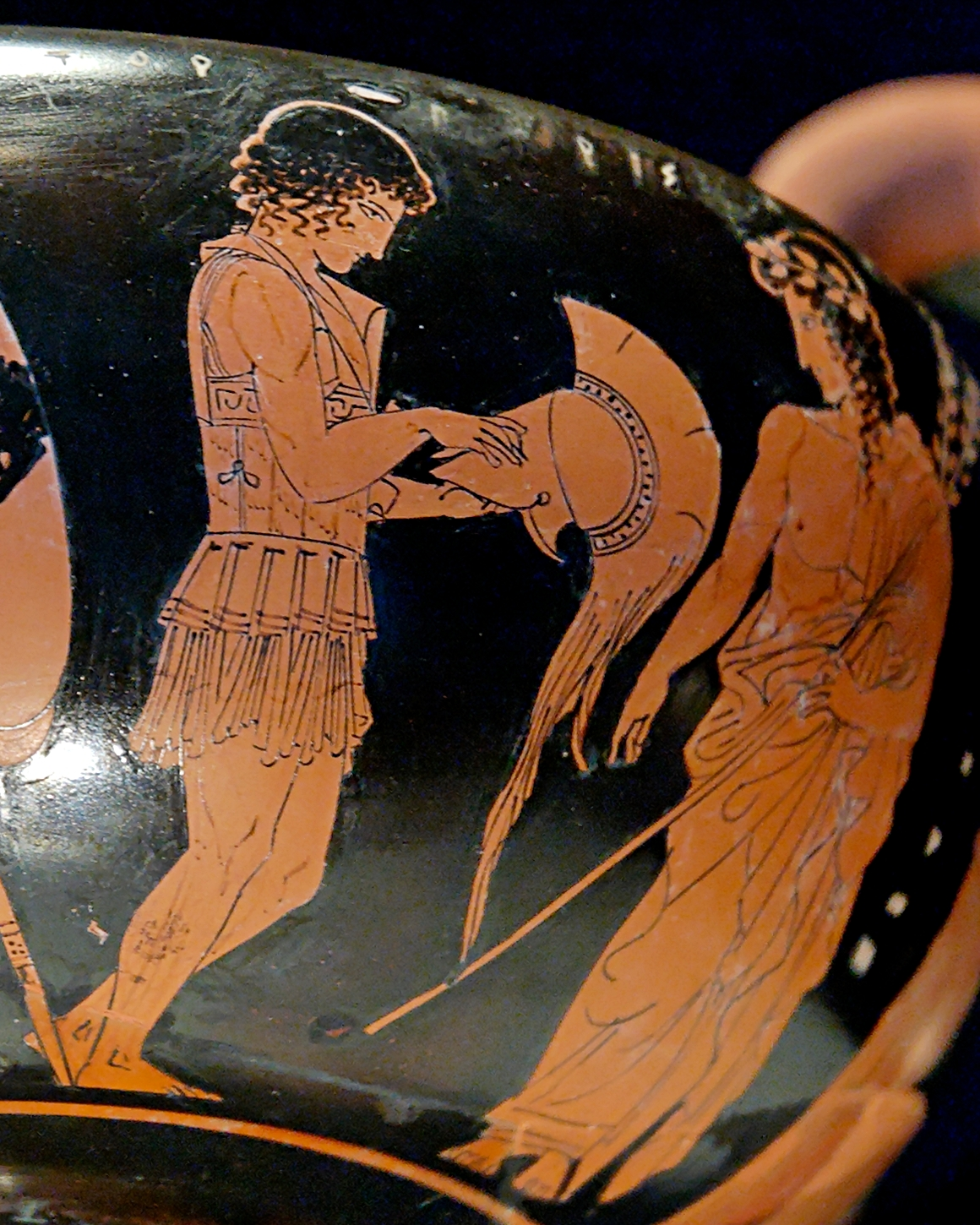
Pâris (à gauche) mettant son armure en présence d'Apollon (à droite). Canthare attique à figures rouges. 425-420

Contrairement aux autres héros, c'est un archer — l'arc est une arme non noble, portée par les lâches, les traîtres ou encore les bâtards. Il mène un duel avec Ménélas, l'époux d'Hélène et la cause de toute cette guerre. Afin de cautionner le sort du duel et celui des deux camps par la même occasion, Priam franchit les Portes Scées et la ville sûre pour aller dans la plaine où a lieu l'affrontement.  La première fois qu'il voit Ménélas au combat, Pâris fuit, et n'est sauvé dans son duel contre celui-ci que par Aphrodite, qui le dépose hors de la zone du combat. Son propre frère Hector le traite de « Pâris de malheur », de « bellâtre, coureur de femmes et suborneur ». 
Néanmoins, Pâris tue trois Grecs dans les combats et blesse des guerriers tels que Diomède, Machaon, Archiloque ou encore Palamède. C'est lui qui, guidé par Apollon, tue Achille en le frappant d'une flèche au talon. Pâris est mortellement blessé par une flèche de Philoctète. Ramené sur le mont Ida, il demande à Œnone, sa première femme, de le soigner, mais celle-ci refuse et il meurt.

## Pâris-Alexandre
Pâris est également appelé Alexandre déjà chez Homère : dans l’Iliade, il est appelé 45 fois « Alexandre » et 13 fois « Pâris », dont deux fois dans le composé Δύσπαρις / Dusparis, « Pâris de malheur » — il n'apparaît pas dans l’Odyssée, sous aucun de ses deux noms. L'explication de ce doublet est un vieux sujet de débat chez les philologues.

## Iconographie
Pâris est habituellement représenté comme un beau jeune homme, assez efféminé, portant un bonnet phrygien car Pâris est réputé être d'origine phrygienne. Pausanias indique que le peintre Polygnote le représente, imberbe, claquant des mains pour attirer à lui Penthésilée, qui ignore ses appels.

### Peinture

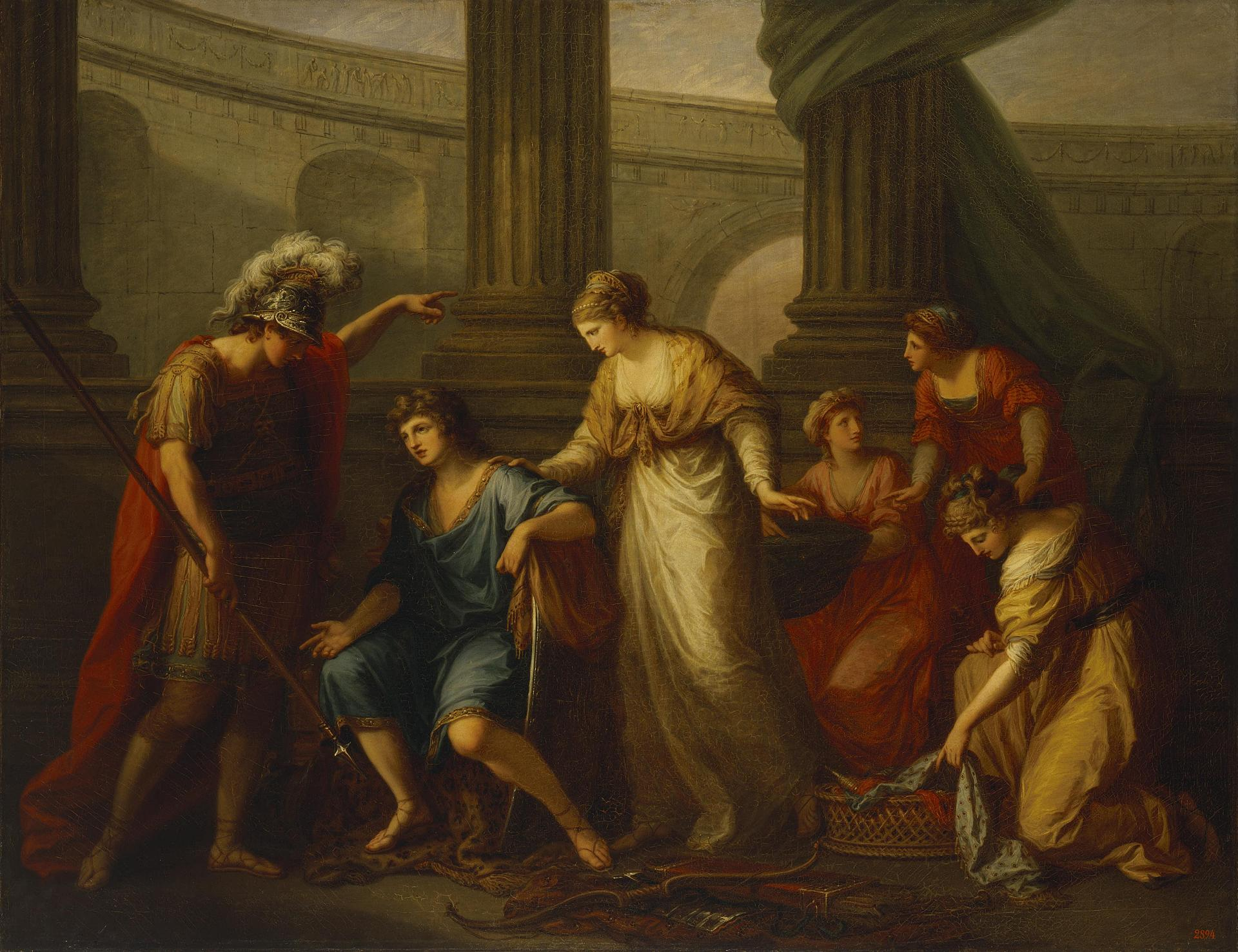
Hector invite Pâris à un combat singulier
Angelica Kauffmann, 1775
Musée de l'Ermitage

- Le berger Pâris, tableau d'Antoine van Dyck (1628), Wallace Collection, Londres
- Vénus offrant Hélène à Pâris, tableau de Gavin Hamilton (1723-1798), musée du Louvre
- Priam et Hécube confient Pâris au berger Agélaos, tableau de Vincenzo Camuccini (1773-1844)
- Pâris, et sa mère Hécube, tableau de Vincenzo Camuccini
- La mort de Pâris, tableau de Felice Vinelli (Gênes v. 1774-1825)
- Les amours de Pâris et d'Hélène, tableau de Jacques-Louis David (1748-1825), Musée du Louvre, Paris
- Pâris, tableau de Johann Heinrich Wilhelm Tischbein (1751–1829), Art Institute of Chicago, Chicago
- Pâris avec le bonnet phrygien, tableau de Antoni Brodowski (1784-1832), Muzeum Narodowe w Warszawie, Warszawa

### Sculpture
- Pâris et la pomme, statue en marbre de Nicolas-François Gillet (1712-1791) Musée du Louvre, Paris

## Sources

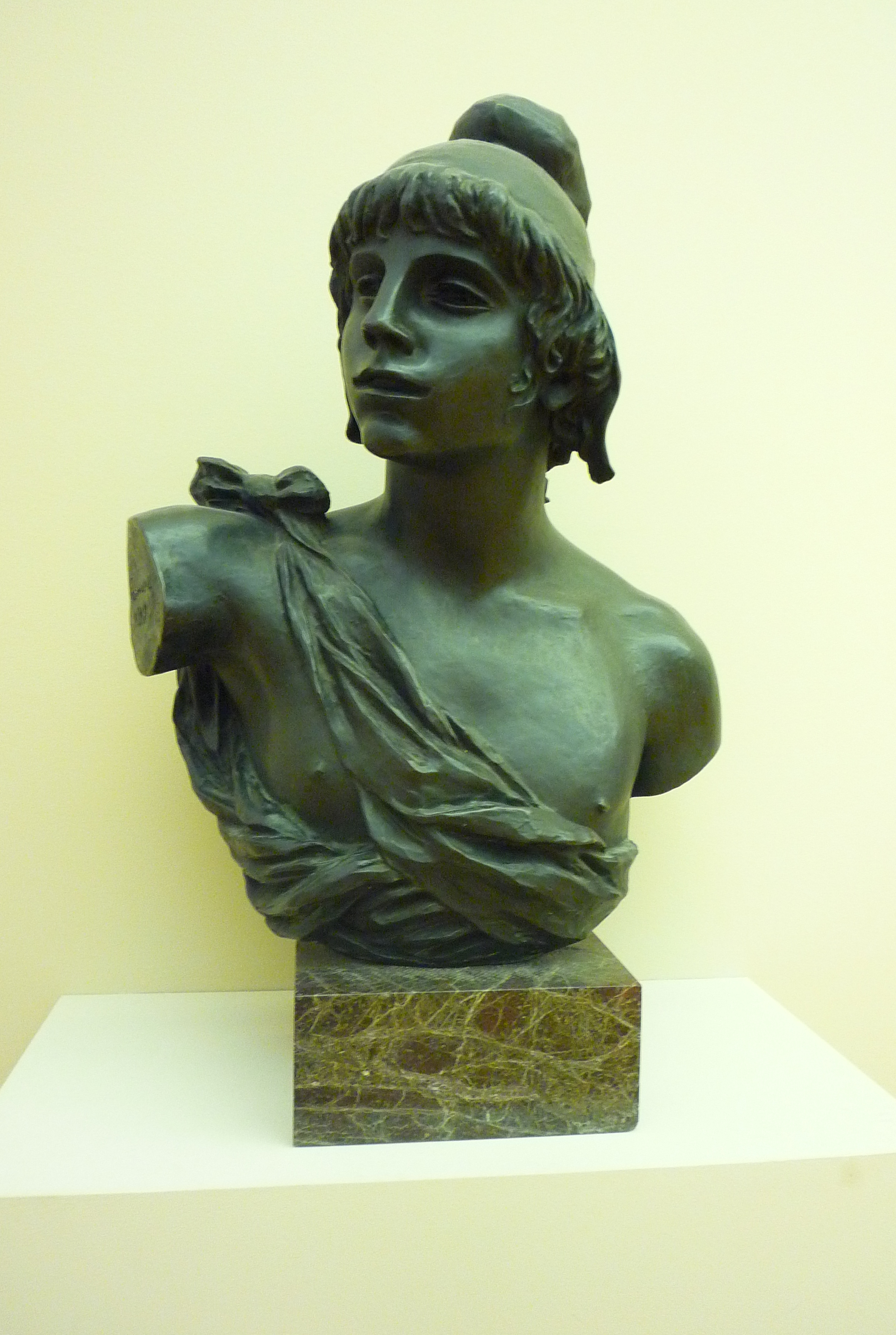
Buste du berger Pâris d'Auguste Renoir et Richard Guino, 1915, musée de Grenoble